# Izaac van Deen

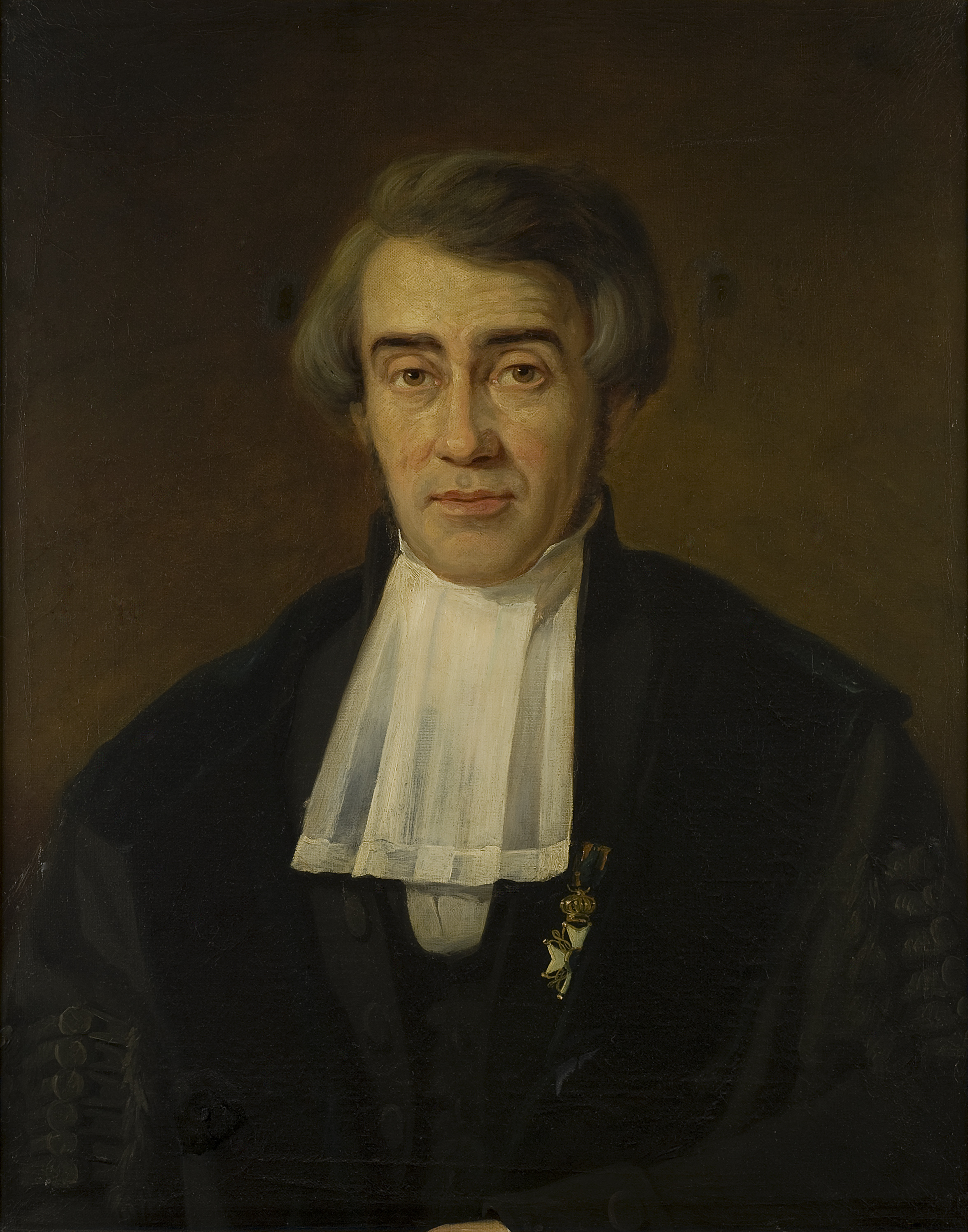
Izaac van Deen

Izaac van Deen, auch Izaäc van Deen, (* 24. März 1804 in Burgsteinfurt; † 1. November 1869 in Groningen), war ein Arzt und Wissenschaftler.
Van Deen war der Sohn des aus Dänemark stammenden Rabbiners Abrahm Tiktin Isaäksen und dessen Frau Charlotte David. Er besuchte das Gymnasium in Groningen und studierte von 1824 bis 1831 in Kopenhagen Medizin. Anschließend war er in Hamburg ärztlich tätig. 1834 wurde er in Leiden mit der Schrift De differentia et nexu inter nervos vitae animalis et vitae organicae promoviert und ließ sich in Zwolle nieder. Ab 1851 war er Professor an der Universität Groningen.
Izaak van Deens Forschungen widmeten sich insbesondere dem Rückenmark. Er beschrieb die Übermittlung motorischer Impulse innerhalb der Vordersäule (Columna anterior) und die sensibler Impulse innerhalb der Hintersäule (Columna posterior) des Rückenmarks.

## Werke
- Anatomische Beschreibung eines Monströsen, sechsfüssigen Wasser-Frosches (Rana esculenta). Leiden 1838 doi:10.5962/bhl.title.5001